# 大綱金刀比羅神社
大綱金刀比羅神社（おおつなことひらじんじゃ）は、神奈川県横浜市神奈川区台町にある神社。

## 概要
元々は山上（現・高島台）の「飯綱大権現」と麓の「金毘羅大権現」が別々に鎮座しており、前者には源頼朝にまつわる1180年（治承4年）の創建伝説が、後者には1642年（寛永19年）の棟札がある。
明治時代の神仏分離によってそれぞれ「大綱神社」「金刀比羅神社」となり、後者は1882年（明治15年）に村社に列せられる。1911年（明治44年）、前年の裏山崩壊によって半壊した金刀比羅神社の社殿再建を機に、大綱神社を合祀して「大綱金刀比羅神社」とする。
1985年（昭和60年）、裏山が崩壊して本殿・拝殿を喪失、神楽殿を「仮社殿」として現在に至る。

## 祭神
- 大物主神
- 金山彦神
- 日本武尊
- 大山祇神

内神（習合時代の祭神）
- 船霊神
- 猿田彦尊
- 不動明王
- 十一面観音
- 烏天狗
- 飯綱権現
- 大日如来

## 境内
- 天狗彫刻
- 洞窟

境内社
- 荒神社
- 横浜弁財天
- 稲荷社
- 龍神社

## 祭事
- 1月 - 歳旦祭、初金刀比羅祭
- 2月 - 稲荷祭
- 5月16日～17日 - 例大祭
- 6月 - 大祓夏越祭
- 7月 - 七夕祭
- 12月 - 十日納、金刀比羅祭、大祓除夜祭

## 交通アクセス
- 京急神奈川駅より徒歩3分。
- JR横浜駅西口より徒歩5分